# Philippe Maia
Philippe Benício Maia de Gusmão 
(Rio de Janeiro, 24 de junho de 1976) é ator, dublador, escritor, diretor de dublagem e youtuber brasileiro. Conhecido por dar sua voz a personagens inesquecíveis, como Sam Winchester do seriado Supernatural; Pete "Maverick" Mitchell, de Top Gun:Maverick; Remy, de Ratatouille e Chris Rock narrador do seriado Todo Mundo Odeia o Chris. Por este trabalho ganhou em 2010 o Prêmio Yamato, considerado o Oscar da Dublagem brasileira, na categoria de Melhor Narrador/Locutor. Foi indicado à Melhor Dublador de Coadjuvante na edição de 2011 por seu trabalho como Lord Coward, em Sherlock Holmes.
Maia é conhecido por ter dublado Jared Padalecki como Sam Winchester em Sobrenatural (2005-20), Remy em Ratatouille (2007), Topher Grace em Homem Aranha 3 Grey's Anatomy como George O'Malley, Chefe Wiggum em Os Simpsons (desde 2001), Orlando Bloom como Legolas em O Hobbit: A Desolação de Smaug (2013) e O Hobbit: A Batalha dos Cinco Exércitos (2014), Tyler Hoechlin como Derek Hale na série Teen Wolf (2011-2017, dublagem da Netflix), Eddie Redmayne como Newt Scamander no filme Animais Fantásticos e Onde Habitam (2016), Hal Jordan/ Lanterna Verde em vários desenhos e na adaptação cinematográfica de 2011, Titã no anime Os Cavaleiros do Zodíaco Ômega (2012-2014), Paul Walker (a partir de Velozes e Furiosos 4) como Brian O'Conner na franquia Velozes e Furiosos, Tom Cruise em A múmia, Jorge Salinas em várias novelas mexicanas e entre outros.
Philippe Maia dubla para a Delart, Wan Macher, Cinevideo, Audiocorp, Áudio News, Double Sound, Som de Vera Cruz, Gigavoxx, Rio Art, TV Group Digital, Sérgio Moreno Filmes, All Dubbing, Visom Digital, MGE Estúdios, Drei Marc, Beck Studios, Bravo Studios, Blue Birds, Gemini Media, Rio Sound e Tecniart, ele atualmente dirige dublagens na Delart.

## Carreira
Philippe Maia foi apresentador do programa "Conexão Ativa", exibido pela Rede Record de Campos e pela Rede Adonai, ao lado da jornalista Fernanda Furquim. Na TV Globo, fez diversas participações em programas como "Casseta e Planeta", PRK 40, Malhação e quadros no Domingão do Faustão, entre outros.
Foi indicado a Melhor Dublador de Protagonista no Prêmio Yamato de 2009 por seu trabalho como Sam Winchester, em Supernatural.
Em 2010, Philippe e Hermes Legal foram ao encontro do clássico e já aposentado locutor das aberturas da Herbert Richers, Ricardo Mariano, e fizeram uma lendária entrevista, disponível no YouTube. 
Em 2016 venceu como "Melhor dublador" (personagem Matt Murdock) pela página "Curiosos Dublagem" e "Melhor dublador de Protagonista" (personagem Newt Scamander) pelo "Planeta da Dublagem" em 2017.
Entre 2016 e fevereiro de 2018, foi apresentador do canal Quem Dubla do YouTube junto com o também dublador Manolo Rey. O canal conta hoje com 265 mil inscritos.
Em junho de 2024 lançou o seu primeiro livro "Heroland Café" pela editora Altabooks. Uma obra de ficção, repleta de aventuras, fantasia, mistério, romance e com muitas referências históricas e da cultura pop. 

## Ligação externa
- Canal Quem Dubla no YouTube